# NK-33
Gli NK-33 e NK-43 sono motori a razzo a propellente liquido progettati e costruiti tra il 1968 e il 1972 dall'ufficio tecnico sovietico OKB Kuznetsov. La designazione NK riprende le iniziali del capo progettista Nikolaj Dmitrievič Kuznecov. Furono proposti per equipaggiare il lanciatore lunare N1. L'NK-33, caratterizzato da un elevato impulso specifico, è uno dei motori con il più alto rapporto spinta/peso mai costruiti, secondo solo al Merlin 1D della SpaceX.
L'NK-43 è simile all'NK-33, ma il suo ugello di scarico (più lungo) è ottimizzato per un impiego ad altitudini più elevate, dove la pressione esterna è minima o nulla. 
Una serie originale di motori NK-33 immagazzinati negli anni settanta è stata, nel 2010, modificata e commercializzata dalla Aerojet con la denominazione AJ26 per l'impiego sul lanciatore Antares.

## Storia del progetto
Originariamente, il lanciatore N-1 usava per il suo primo stadio dei motori NK-15 mentre per il secondo stadio una versione (NK-15V) modificata per l'impiego ad elevata altitudine. Dopo quattro lanci falliti, però, il progetto fu cancellato nonostante fosse allo studio una versione rivista del lanciatore (N-1F) che prevedeva, tra le altre cose, i nuovi motori sviluppati da Kuznetsov (KN-33 e KN-43).
La corsa verso la Luna era ormai persa e il programma spaziale sovietico decise di concentrare i propri sforzi sul vettore di lancio ad alto carico Energia.
Nel 1974 fu disposta la chiusura del programma N-1 e, successivamente, fu ordinata la distruzione di tutti i materiali e i progetti relativi (alcune strutture principali del lanciatore furono addirittura riciclate come ricoveri per maiali). Un dirigente però, contravvenendo agli ordini, prese i motori e li stoccò in un magazzino ben preservati. Dopo più di venti anni, nell'ottobre del 1995 uno dei motori fu portato negli Stati Uniti e provato al banco, dove furono confermate le ottime prestazioni.
Dei circa 150 motori accantonati, la Russia vendette verso al fine degli anni novanta 36 motori alla Aerojet al costo unitario di 1,1 milioni di dollari. La compagnia acquistò anche la licenza per la produzione di nuovi motori, rinominandoli AJ26-58, AJ26-59 e AJ26-62.
La Kistler Aerospace, in seguito ridenominata Rocketplane Kistler (RpK), previde l'impiego per il suo lanciatore K-1 di due motori derivati dall'NK-33 ed uno dall'NK-43. Dopo una prima fase di collaborazione, a seguito di alcune inadempienze nella tabella di marcia del programma, nel settembre del 2007 la NASA rescisse il contratto con la RpK che a sua volta terminò lo sviluppo del K-1.
Intorno al 2007, il ministero della difesa russo decise di sviluppare una versione modificata del lanciatore Sojuz che impiegasse degli NK-33. A seguito di una prova al banco (eseguita con successo nel giugno del 2008) di uno dei motori immagazzinati più di trenta anni prima, si proseguì, nel 2009, con la definizione del nuovo lanciatore (Soyuz-2-1v). Il 28 dicembre 2013 fu lanciato con successo il primo modello equipaggiato con NK-33. Dal momento però che, al 2013, erano ancora disponibili solo 20 motori (sufficienti per dieci missioni del Soyuz-2-1v), fu accelerato anche lo sviluppo del suo successore (RD-193), anche se gran parte della linea produttiva del NK-33 era stata nel frattempo riavviata.

## Tecnica
Gli NK-33 e NK-43, derivati rispettivamente dai precedenti motori NK-15 e NK-15V, sono endoreattori a propellente liquido (ossigeno liquido e RP-1, un tipo di cherosene molto raffinato) caratterizzati da un ciclo a combustione stadiata in cui una precamera di combustione alimenta le turbopompe. 

### Precombustore
La particolarità del ciclo a combustione stadiata di questa famiglia di motori prevede che la gran parte dell'ossidante destinato alla camera di combustione principale venga prima fatto reagire con una piccola parte di combustibile in un precombustore modo da liberare l'energia sufficiente a far muovere la turbina delle turbopompe di alimentazione principali. I prodotti di combustione, però, ad alta temperatura e ricchi di ossigeno, risultano particolarmente aggressivi nei confronti dei metalli con i quali vengono a contatto (per questa ragione negli Stati Uniti, fino agli anni duemila si sono preferiti cicli con precombustione in eccesso di combustibile). Le pareti del precombustore (in acciaio inox) sono raffreddate da ossigeno liquido che viene poi iniettato a monte della turbina della turbopompa.

### Turbopompa

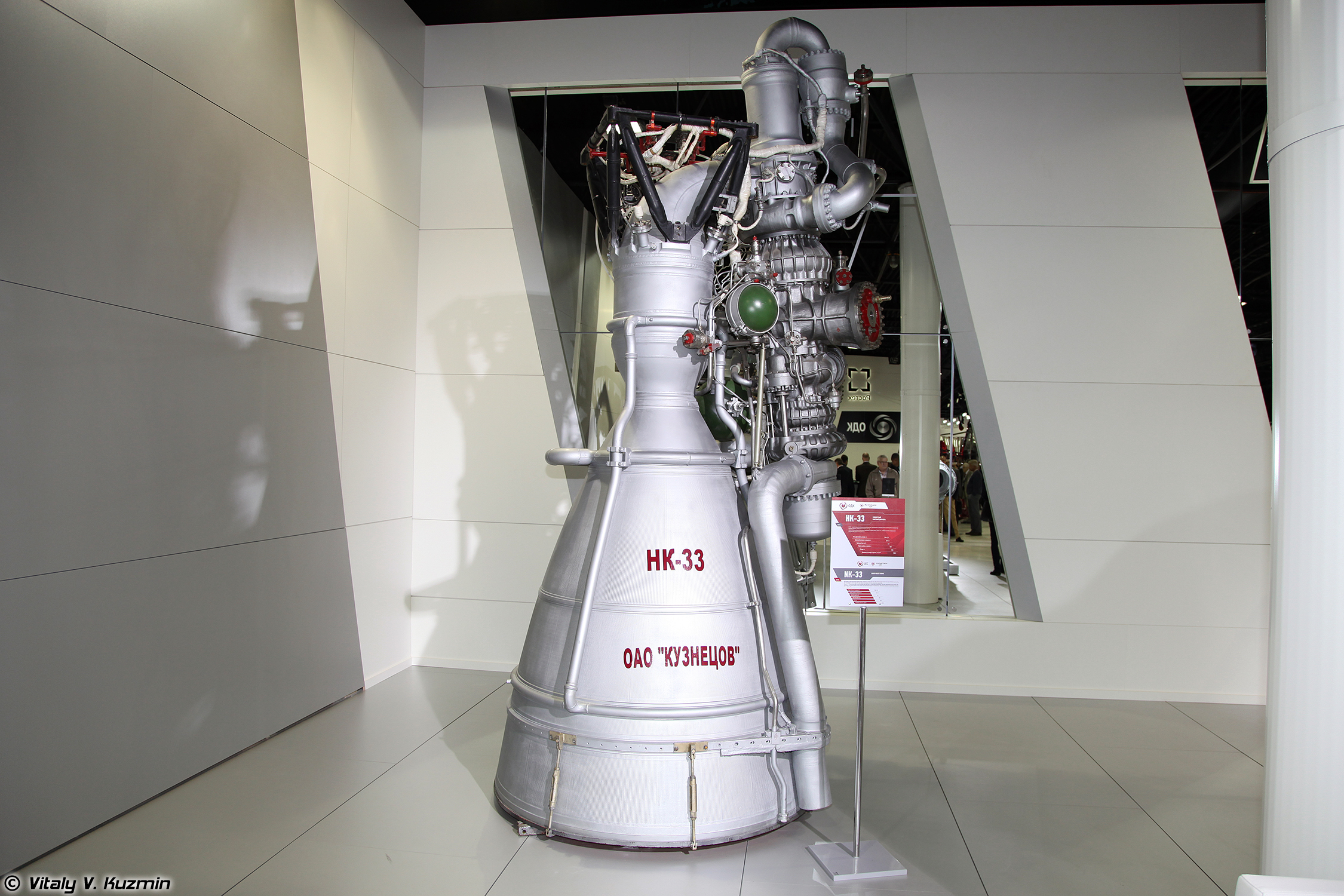
In questo modello di NK-33 si riconosce nel gruppo turbopompa l'unità per il pompaggio del combustibile nella parte inferiore (si nota anche la turbina per l'avviamento) e l'unità per l'ossigeno nella parte superiore (con il precombustore).

L'aver risolto i problemi metallurgici relativi ai prodotti di combustione ha consentito ai progettisti sovietici di ottenere un sistema di turbopompe estremamente compatto. Dal momento che il cherosene e l'ossigeno liquido hanno circa la stessa densità, una turbina poteva essere collegata ad entrambe le pompe con un solo albero. La turbopompa si compone di due unità principali. La prima è costituita dalla turbina principale (mossa dai prodotti di combustione generati dal precombustore), da uno stadio di bassa pressione accoppiato idraulicamente ad uno stadio di alta pressione per la pompa dell'ossigeno liquido. La seconda dalla turbina secondaria (usata nella fase di avviamento del motore) e i due stadi di bassa ed alta pressione (accoppiati mediante un gruppo ingranaggi) della pompa del combustibile. Gli alberi delle due unità sono uniti mediante una brocciatura.

### Camera di combustione
La turbopompa è connessa alla camera di combustione dal condotto di scarico della turbina principale (costruito in Inconel) che immette i prodotti di combustione del precombustore (ancora ricchi di ossigeno) nella camera di combustione principale costituita da una struttura esterna in acciaio inossidabile, una parete interna forata in lega di rame e cromo ed un sistema di iniettori del combustibile in acciaio. Una parte del combustibile è iniettata in camera di combustione attraverso due file di fori tangenziali a valle della piastra con gli iniettori principali dove passa il resto del combustibile.

### Sistema di accensione
L'accensione del motore avviene mediante l'azione di tre impianti differenti. L'esplosione di una cartuccia pirotecnica genera il gas necessario a muovere la turbina di avviamento che trascina con sé l'albero principale della turbopompa. Nel precombustore una iniezione di una miscela ipergolica (TEA/TEB) avvia la combustione in eccesso di ossidante, mentre nella camera di combustione principale la combustione è iniziata da tre candelette poste in corrispondenza degli iniettori di combustibile.

### Ugello di scarico
L'ugello di scarico è costituito da tre sezioni (superiore, centrale ed inferiore) ognuna delle quali è costruita assemblando una lastra di acciaio inossidabile interna con una esterna ed è raffreddato rigenerativamente dal combustibile. Nella lamina interna superiore sono ricavate delle scanalature che, chiuse dalla lamina esterna, costituiscono le tubazioni per il passaggio del combustibile refrigerante che sarà poi immesso radialmente in camera di combustione. Nelle sezioni inferiore e centrale, invece, i gusci interni ed esterni sono saldati interponendo tra loro una lastra di metallo corrugata che definisce le canalizzazioni per il combustibile. Il combustibile ad alta pressione è immesso nella camicia interna dell'ugello a valle della gola e si separa in due flussi: uno che risale verso la camera di combustione ed uno che prosegue verso l'estremità dell'ugello dove è convogliato in una linea esterna che alimenta gli iniettori principali. I motori NK-33 e NK-43 differiscono proprio nell'ugello dal momento che il secondo è ottimizzato per l'impiego nel vuoto o, comunque, a pressioni esterne molto basse, questo è caratterizzato da lunghezza e area di uscita maggiori che consentono l'espansione completa del gas di scarico.

## Versioni

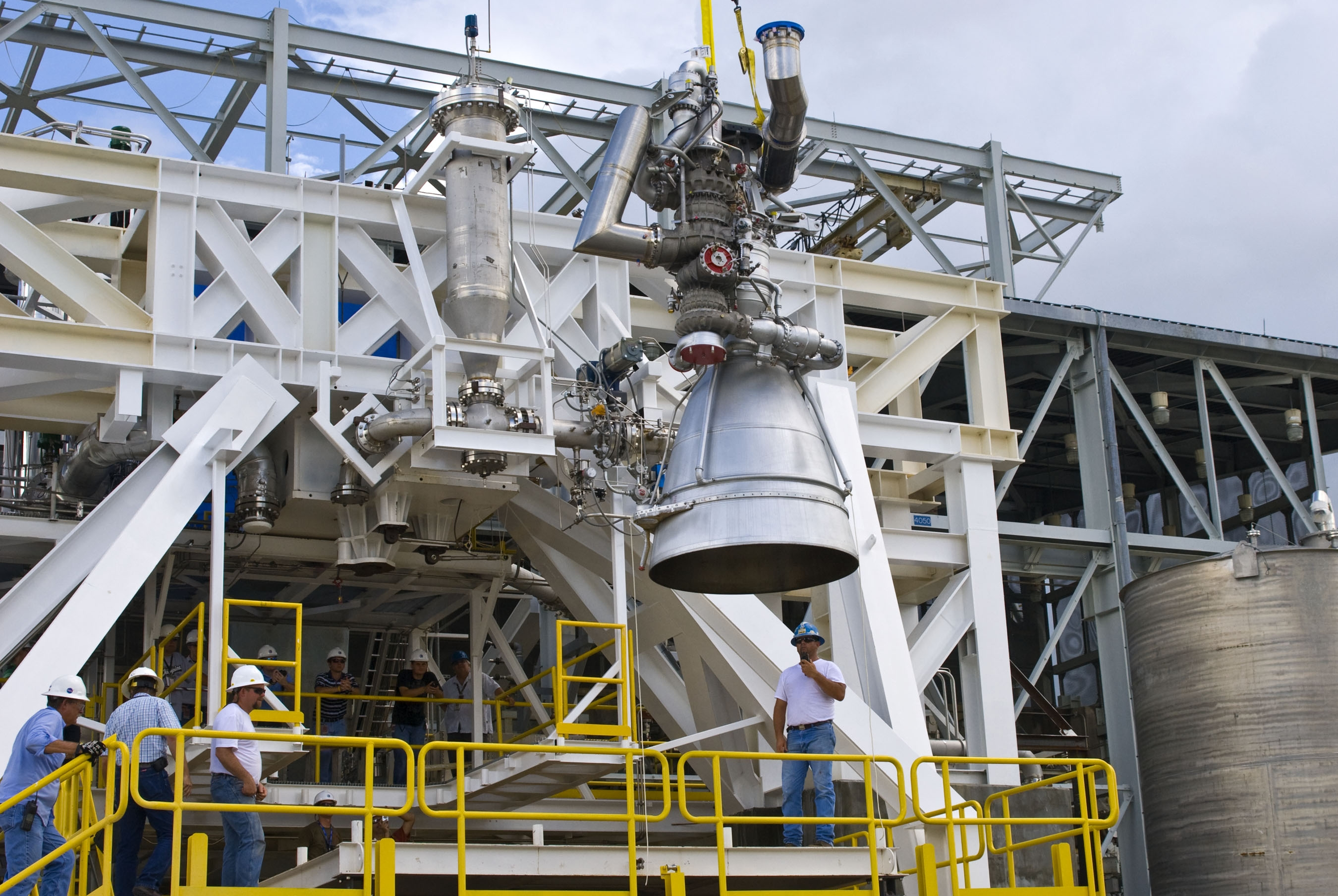
Un Aerojet AJ26 montato sul banco prova E-1 della NASA.

- NK-33 - Spinta al livello del mare: 1512,4 kN (340000 lbf), nel vuoto 1686 kN (379000 lbf). Impulso specifico 297 s al livello del mare (331 s nel vuoto). Pressione in camera di combustione principale 14,5 MPa (148 atm), nel precombustore 32,2 MPa (328 atm). Rapporto ossidante/combustibile nella camera di combustione principale 2,59:1, nel precombustore 58:1. Temperatura di uscita dal precombustore 354 °C. Rapporto area uscita ugello/area gola 27,7:1. Portata ossigeno nella camera di combustione principale 374 kg/s. Portata combustibile nella camera di combustione principale 145 kg/s.[7]
- NK-43 - Come la versione NK-33 ma con un ugello con rapporto area uscita/area gola di 80:1
- AJ26-58 - Versione derivata dall'NK-33 modificata dall'Aerojet in alcuni accessori di controllo e sensori oltre agli attacchi sulla camera di combustione per l'orientamento del motore nelle fasi di manovra che consentono una escursione di circa 6°.
- AJ26-59 - Come la AJ26-58 ma con la possibilità di riaccensione in volo.[7]
- AJ26-62 - Versione da 1676,98 kN (377000 lbf) di spinta.

## Utilizzatori

### Antares

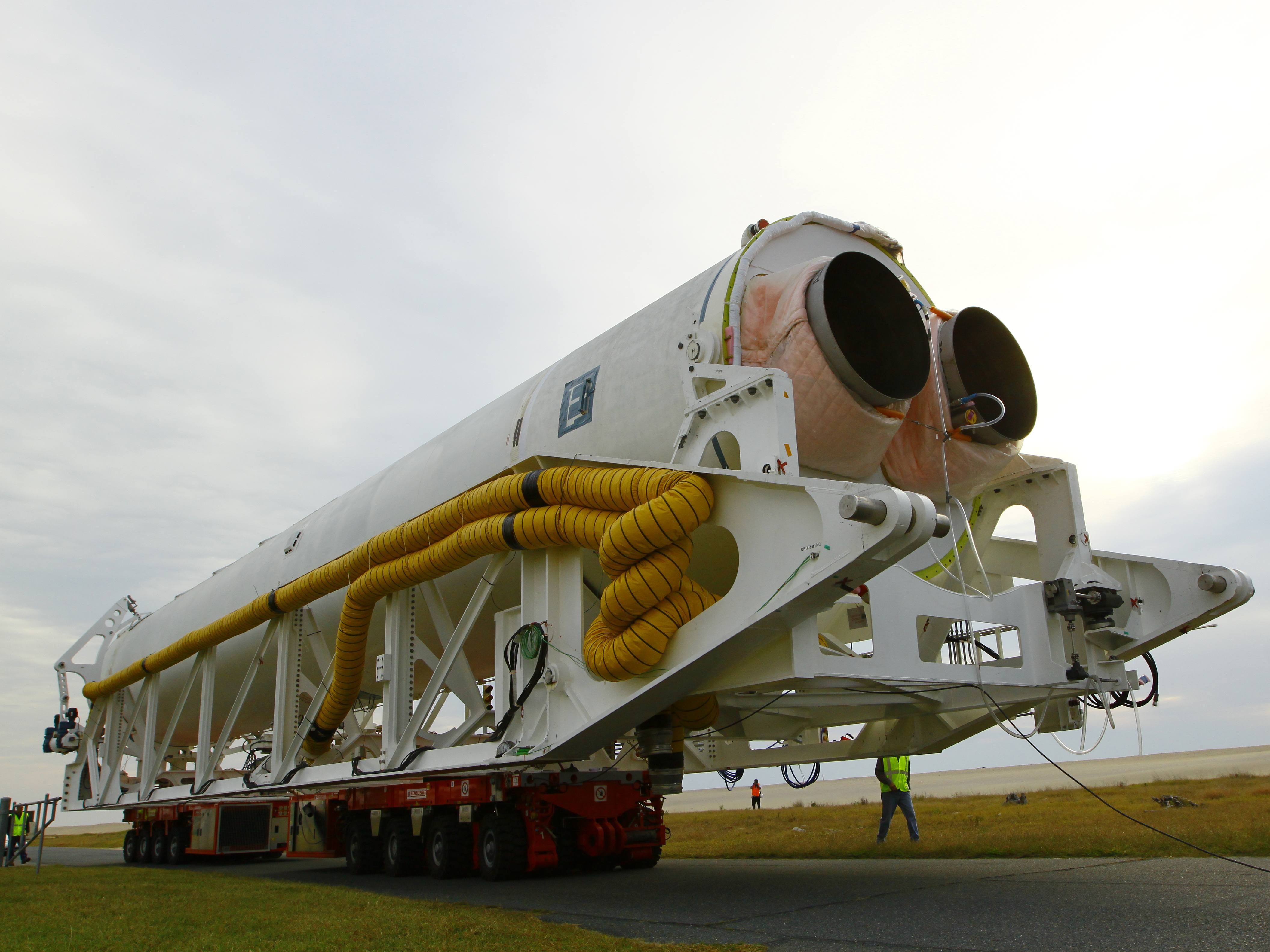
Un lanciatore Antares con i suoi due motori NK-33.

Il lanciatore Antares della Orbital Sciences impiegava due motori NK-33 modificati dalla Aerojet come AJ26-62 per il suo primo stadio, un secondo stadio a propellente solido e un terzo stadio opzionale a propellenti ipergolici. Gli NK-33 importati dalla Russia negli Stati Uniti sono stati modificati in alcune connessioni elettriche, sensori, valvole e sistemi di controllo per renderli compatibili con propellenti ed elettronica statunitense.
La prima versione del vettore Antares fu lanciato dalla base della NASA di Wallops Island il 21 aprile 2013 segnando il primo successo di motori NK-33 costruiti nei primi anni settanta. A seguito del fallimento del lancio del 28 ottobre 2014, però, la Orbital annunciò la ricerca di una motorizzazione alternativa all'AJ-26 che si concretizzò poi nell'RD-181.

### Aurora-L.SK e Soyuz-2-1v
La S.P. Korolev RSC Energia ha proposto il lanciatore "Aurora-L.SK" che impiega un motore NK-33 al primo stadio.
La TsSKB-Progress impiega l'NK-33 come motore di primo stadio per la versione leggera del lanciatore Sojuz, la Sojuz-2-1v, che è stata lanciata con successo per la prima volta il 28 dicembre 2013.